# Hradecká (Jindřichovice)
Hradecká (německy Scheft) je osada náležející k čtyři kilometry vzdálené obci Jindřichovice v okrese Sokolov v Karlovarském kraji.
Hradecká je také název katastrálního území o rozloze 6,25 km².

## Historie
První písemná zmínka o osadě pochází z roku 1526, kdy je zmiňována ve šlikovském urbáři jako součástí sokolovského panství, ke kterému patřila až do poloviny 19. století. Roku 1850 se stala osada samostatnou obcí. Obyvatelstvo se živilo především zemědělstvím a významnou plodinou zde bylo zelí. Pošta a kostel byly v Jindřichovicích.
Název osady byl odvozen od jednoho z prvních osadníků, který se jmenoval Scheffe. Později došlo ke zkomolení názvu a pojmenování na Scheft. Český název Hradecká byl stanoven v roce 1947 a vycházel ze skutečnosti, že většina nových osadníků pocházela z Jindřichova Hradce.
V letech 1869 až 1900 byla Hradecká obcí v okrese Kraslice, 1913 až 1930 obcí v okrese Nejdek, v roce 1950 obcí v okrese Kraslice, v létech 1961 až 1980 částí obce Jindřichovice. V současnosti (2016) je součástí Jindřichovic.
Po odsunu německého obyvatelstva po druhé světové válce byla Hradecká částečně dosídlena, ale noví osadníci se brzy z osady odstěhovali. Obec se postupně vylidňovala a nyní slouží jako rekreační místo chalupářů. Z původní zástavby se zachovalo jen několik domů a zchátralá, nevyužívaná budova školy. Původní škola se zvonicí byla před první světovou válkou nahrazena novou budovou, která zde stojí zchátralá dodnes (2016).

## Obyvatelstvo
Při sčítání lidu v roce 1921 zde žilo 185 obyvatel (z toho 96 mužů), z nichž bylo německé národnosti a římskokatolického vyznání. Podle sčítání lidu z roku 1930 měla vesnice 204 obyvatel německé národnosti, kteří se kromě dvou lidí bez vyznání hlásili k římskokatolické církvi.
| Rok            | 1869 | 1900 | 1930 | 1961 | 2011 |
| -------------- | ---- | ---- | ---- | ---- | ---- |
| Počet obyvatel | 176  | 220  | 204  | 49   | 27   |